# Søren Rieks
Søren Rieks, né le 7 avril 1987 à Esbjerg au Danemark est un footballeur international danois. Il évolue comme milieu offensif.

## Biographie

### En club
Né à Esbjerg au Danemark, Søren Rieks est formé par le club de sa ville natale, l'Esbjerg fB. Il joue son premier match en professionnel le 7 mai 2006 contre l'AGF Aarhus, en championnat. Il entre en jeu à la place d'Andreas Klarström, lors de cette rencontre perdue par son équipe par trois buts à un.
Le 9 août 2014, Søren Rieks rejoint la Suède afin de s'engager an faveur de l'IFK Göteborg. Il signe un contrat courant jusqu'en décembre 2017.
Le 12 janvier 2018, Søren Rieks rejoint librement le Malmö FF. Il signe un contrat courant jusqu'en décembre 2020.
Alors que son contrat prend fin en décembre 2023, Rieks prolonge finalement avec le Malmö FF le 4 octobre 2023. Le joueur de 36 ans signe pour une année supplémentaire, soit jusqu'en décembre 2024,.
Il est sacré champion de Suède en 2023, pour la troisième fois de sa carrière avec Malmö,.
Il est sacré champion de Suède en 2024 pour la quatrième fois avec Malmö.
Rieks annonce la fin de sa carrière professionnelle en novembre 2024, à l'issue de la saison 2024. Il est alors âgé de 37 ans.

### En sélection
Søren Rieks honore sa première sélection avec l'équipe nationale du Danemark le 14 novembre 2009 contre la Corée du Sud (0-0).
Quatre jours plus tard, le 18 novembre, il inscrit son premier but international  en match amical contre les États-Unis (3-1).

## Palmarès
Malmö FF
- Champion de Suède (4)  
  - Champion : 2020, 2021, 2023 et 2024
- Svenska Cupen (1) 
  - Vainqueur de la 2021-2022